# Robertia broomiana
Robertia broomiana è un terapside erbivoro, appartenente ai dicinodonti. Visse nel Permiano medio - superiore (Capitaniano, circa 265 - 260 milioni di anni fa) e i suoi resti fossili sono stati ritrovati in Sudafrica. È considerato uno dei più antichi e primitivi dicinodonti.

## Descrizione
Questo animale era di piccole dimensioni, e doveva superare di poco i 20 centimetri di lunghezza. Possedeva numerose caratteristiche primitive se relazionate con quelle dei dicinodonti successivi, come una volta cranica ancora poco ampia e la presenza di piccoli denti postcanini (che nelle forme successive sarebbero poi scomparsi). Il corpo era allungato ed era sorretto da quattro arti relativamente brevi che sporgevano all'infuori. Il cranio possedeva un osso palatino ancora ampio, e immediatamente davanti ai canini a forma di zanne era presente una sorta di tacca nella mascella superiore.

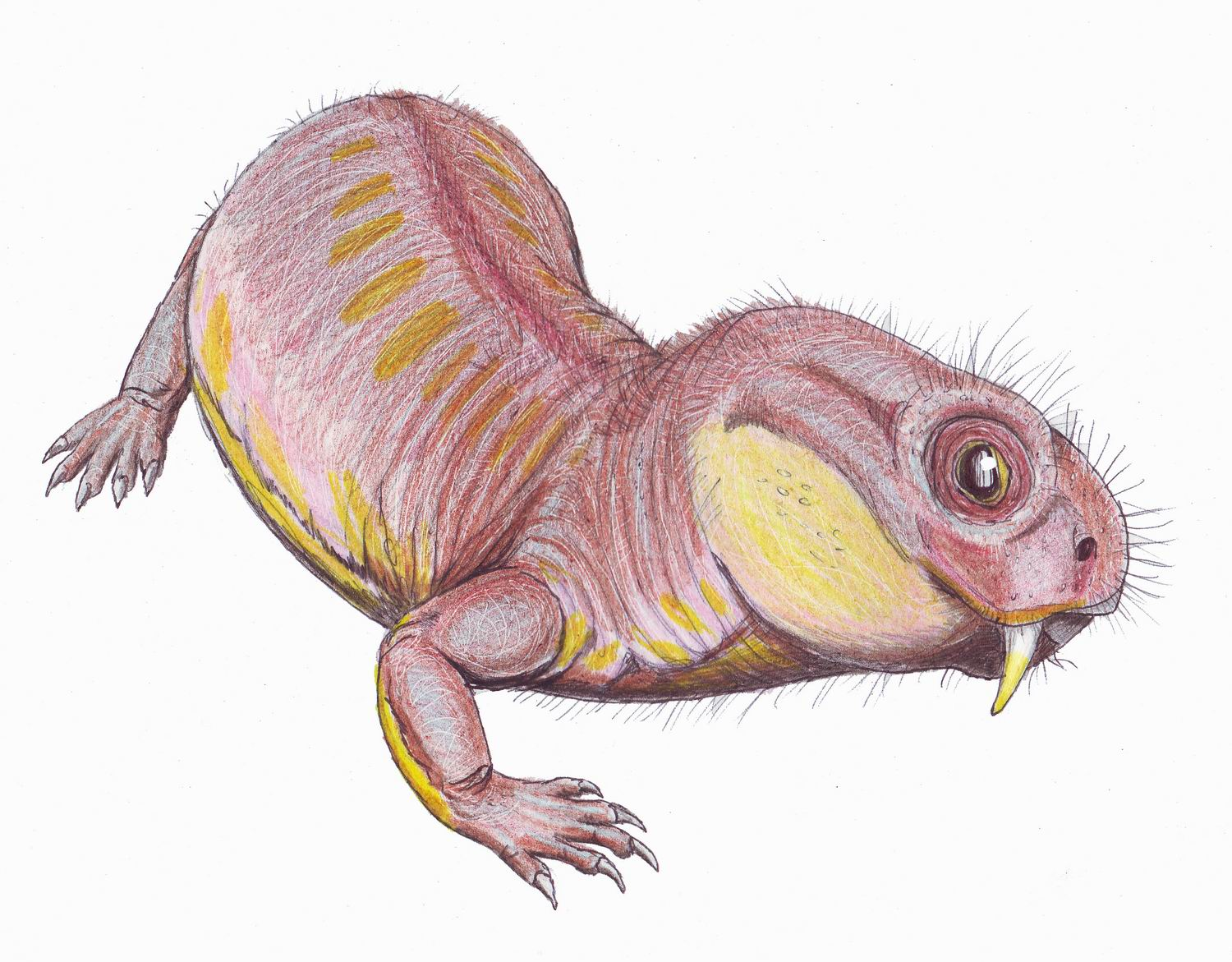
Ricostruzione di Robertia broomiana, sulla base dello studio di Gillian King (1990)

## Classificazione
Robertia è stato descritto per la prima volta nel 1948 da Boonstra, ed è stato considerato un membro primitivo del gruppo dei dicinodonti. In particolare, la postura con le zampe laterali era caratteristica dei dicinodonti primitivi; altre forme successive, come Dicynodon, iniziarono a sviluppare una postura più eretta, almeno per quanto riguarda le zampe posteriori. Altre caratteristiche craniche, invece, lo avvicinano ad altri dicinodonti come Diictodon, vissuto successivamente e più diffuso; questo animale, tuttavia, possedeva un osso palatino più ridotto. Robertia è noto per fossili ritrovati nella Zona a Tapinocephalus del Karroo (Sudafrica). Diictodon e Robertia sono considerati membri della famiglia dei pilecefalidi (Pylaecephalidae), un gruppo di dicinodonti piuttosto primitivi.

## Paleoecologia

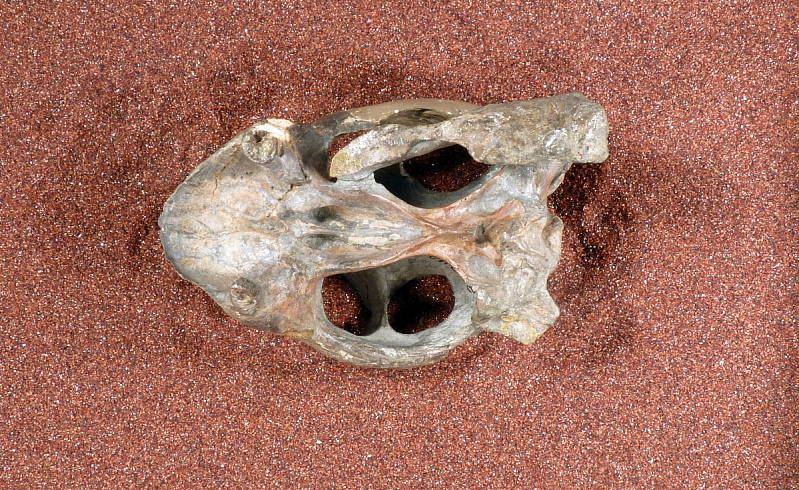
Cranio di Robertia broomiana

Robertia era un piccolo animale, probabilmente in grado di scavare tane e rifugiarcisi, anche se non era così specializzato come alcune forme successive (ad esempio Cistecephalus). La tacca presente nella mascella di fronte ai canini poteva forse servire a trattenere il cibo, probabilmente piante dure come radici, dopo che queste erano state strappate grazie al becco corneo.